# Román Zobnin
Román Serguéyevich Zobnin (en ruso: Роман Сергеевич Зобнин; Irkutsk, 11 de febrero de 1994) es un futbolista ruso que juega como centrocampista en el F. C. Spartak Moscú de la Liga Premier de Rusia.

## Biografía
A los 10 años, Roman Zobnin dejó su ciudad natal de Irkutsk para incorporarse a la Academia de fútbol Konoplyov ubicada en Toliatti. Allí recibió una formación completa, debutó en la primera del FC Akademiya Tolyatti en 2011 y a finales de 2013 firmó un contrato profesional con el FC Dinamo Moscú.
Este ágil mediocampista, que se siente igual de cómodo actuando tanto por el centro como pegado a la banda, enseguida se labró un nombre como nueva estrella del Dinamo. No obstante, el descenso a la segunda división le obligó a buscar otro club, siendo fichado por el FC Spartak de Moscú por ₽3 millones.
Con el Spartak de Moscú se convirtió en un puntal del equipo que se adjudicaría el título de liga en su primera temporada.

## Selección nacional
El debut de Zobnin con Rusia se produjo en marzo de 2015 contra Kazajistán. Las lesiones le impidieron disputar la Eurocopa 2016 y el 3 de junio de 2018 Stanislav Cherchésov anunció la lista de convocados para el Mundial, siendo uno de los mismos. En dicho torneo la selección de Rusia llegó hasta los cuartos de final.

### Participaciones en Copas del Mundo
| Mundial                        | Sede  | Resultado        | Partidos | Goles |
| ------------------------------ | ----- | ---------------- | -------- | ----- |
| Copa Mundial de Fútbol de 2018 | Rusia | Cuartos de final | 5        | 0     |

## Palmarés
| Título                | Club                   | País  | Año     |
| --------------------- | ---------------------- | ----- | ------- |
| Liga Premier de Rusia | F. C. Spartak de Moscú | Rusia | 2016-17 |
| Supercopa de Rusia    | F. C. Spartak de Moscú | Rusia | 2017    |
| Copa de Rusia         | F. C. Spartak de Moscú | Rusia | 2021-22 |